# Žert (film)
Žert je český film natočený v roce 1968 režisérem Jaromilem Jirešem podle stejnojmenného románu Milana Kundery.

## Tvůrci
- Námět: Milan Kundera
- Další údaje: černobílý, 80 min, drama
- Výroba: ČSSR, Filmové studio Barrandov, 1968

## Obsah
Muž na služební cestě (Josef Somr) se chopí příležitosti pomstít se svému bývalému příteli (Luděk Munzar), který mu kdysi ublížil, tím, že mu svede ženu (Jana Dítětová). V okamžiku, kdy se mu to povede a její nevěra má vyjít najevo, zjistí, že přítel již dávno žije s jinou, mladší ženou.